# Alexander Downer
Alexander John Gosse Downer, né le 9 septembre 1951 à Adelaïde (Australie-Méridionale), est un homme politique libéral australien qui a été ministre des Affaires étrangères d'Australie de mars 1996 à décembre 2007, le plus long mandat de ministre des Affaires étrangères de l'histoire australienne. Il a également été chef de l'opposition fédérale pendant huit mois en 1994 et 1995, étant le plus court chef de l'opposition fédérale dans l'histoire du Parti libéral. En 2008 il a été nommé envoyé spécial des Nations unies à Chypre.

## Biographie
Alexander Downer a été chef de l'opposition fédérale pendant huit mois en 1994 et 1995. Mais il ne réussit pas à gagner du terrain sur le premier ministre travailliste Paul Keating et démissionne en janvier 1995, laissant le champ libre à John Howard pour revenir à la tête du parti libéral.
la coalition Libéral-National du premier ministre John Howard reste au pouvoir de 1996 jusqu'au 3 décembre 2007. Au cours de cette période, Downer a été ministre des Affaires étrangères. Le commerce avec la Chine s'accroit considérablement et l'Australie joue un rôle actif dans des affaires internationales ; notamment en fournissant des prêts aux économies asiatiques pour se relever de la crise financière asiatique, en organisant la Force internationale pour le Timor Oriental en 1999 (pour laquelle l'Australie a fourni le plus gros contingent de troupes, de matériel et d'équipements militaire). Il a aussi aidé à la mise en place de la mission RAMSI et de l'opération « Helpem Fren » (c’est-à-dire « aider un ami » dans les Iles Salomon commandé par l’Australie et la Nouvelle-Zélande, composée de soldats et de policiers, et avec des représentants d’une vingtaine d’autres nations du Pacifique; en déployant des troupes en Afghanistan et en Irak après les attaques terroristes du 11 septembre 2001. Il a également agi en œuvrant pour développer une réponse humanitaire au tremblement de terre du 26 décembre 2004, en envoyant un milliard de dollars d'aide en Indonésie.
Lors de la crise internationale de l'affaire des caricatures de Mahomet, il a lancé un appel au calme et condamné les violences.
À la suite de l'annonce par Pyongyang d'un essai nucléaire nord-coréen le 9 octobre 2006, il déclarait le 10 octobre 2006, après avoir convié l'ambassadeur nord-coréen en Australie Chon Jae-Hong à une entrevue : « J'ai autorisé des restrictions supplémentaires sur les visas nord-coréens, avec des exceptions très limitées, ce qui impliquait l'annulation de certains visas existant. »
En 2008 il a été nommé envoyé spécial des Nations unies à Chypre, avec pour mission d'assurer la médiation entre les deux communautés.

## Prix et distinctions
- Prix de l'« Homme d’État de l’année » en 2005 : « honore les dirigeants qui soutiennent la paix et la liberté, par la promotion de la tolérance, la dignité humaine et les droits de l’homme ». Prix remis par la fondation Appeal of Conscience.